# Itaíba
Itaíba est une municipalité brésilienne située dans l'État du Pernambouc.